# Ungarische Badminton-Mannschaftsmeisterschaft 1970
Die Ungarische Badminton-Mannschaftsmeisterschaft 1970 war die zehnte Auflage dieser Veranstaltung. Es wurde ein Wettbewerb für gemischte Mannschaften ausgetragen. Meister wurde das Team von Bp. Helyiipari SC.

## Endstand
| Platz | Mannschaft |
| ----- | --- |
| 1.    | Bp. Helyiipari SC (János Cserni, Tamás Szulyovszky, József Berendi, László Rammer, Lajos Rekettye, Éva Cserni, Zsuzsa Gyulay, Erzsébet Asztalos) |
| 2.    | Igazságügyi SC |
| 3.    | Szolnoki Kilián FSE |
| 4.    | BSE |
| 5.    | BEAC |